# Bajraki
Bajraki – dawna wieś, obecnie uroczysko w Polsce, położone w województwie podlaskim, w powiecie bielskim, w gminie Rudka.
Dawniej wieś. W 1933 weszła w skład gromady Olendy w gminie Rudka. W 1934 w gminie Brańsk, od 1952 ponownie w gminie Rudka. 1954–1959 w gromadzie Czaje-Wólka, a 1960–1972 w gromadzie Pobikry.
1 stycznia 1973 Bajraki utworzyły odrębne sołectwo w reaktywowanej gminie Rudka. 1976 znów w gminie Brańsk. Od 1992, już w granicach katastralnych Rudki, ponownie w reaktywowanej gminie Rudka.
W latach 1975–1998 miejscowość należała administracyjnie do województwa białostockiego.